# Konpoku-Linie
| Brücke über den Ikushina-gawa (August 2009) |                   |                                           |               |
| Streckenlänge: | 12,8 km           |                                           |               |
| Spurweite: | 1067 mm (Kapspur) |                                           |               |
| Zweigleisigkeit: | nein              |                                           |               |
| |                   |                                           |               |
| \| \| 0,0 \| Shiretoko-Shari (知床斜里) \| 1925– \| \| \| \| ↔ Senmō-Hauptlinie \| 1925– \| \| \| 4,6 \| Ikushina (以久科) \| 1957–1970 \| \| \| 5,8 \| Nishi-Nisen (西二線) \| 1958–1970 \| \| \| 8,2 \| Shimo-Koshikawa (下越川) \| 1957–1970 \| \| \| 9,5 \| Jūyongō (十四号) \| 1958–1970 \| \| \| 11,0 \| Jūrokugō (十六号) \| 1958–1970 \| \| \| 12,8 \| Koshikawa (越川) \| 1957–1970 \| \| \| \| Ikushina-gawa \| \| \| \| \| unvollendete Strecke nach Nemuro-Shibetsu \| \| |                   |                                           |               |
| Abzweig quer und ehemals von links · Bahnhof quer | 0,0               | Shiretoko-Shari (知床斜里)                | 1925–         |
| Strecke (außer Betrieb) |                   | ↔ Senmō-Hauptlinie                        | 1925–         |
| Haltepunkt / Haltestelle (Strecke außer Betrieb) | 4,6               | Ikushina (以久科)                         | 1957–1970     |
| Haltepunkt / Haltestelle (Strecke außer Betrieb) | 5,8               | Nishi-Nisen (西二線)                      | 1958–1970     |
| Haltepunkt / Haltestelle (Strecke außer Betrieb) | 8,2               | Shimo-Koshikawa (下越川)                  | 1957–1970     |
| Haltepunkt / Haltestelle (Strecke außer Betrieb) | 9,5               | Jūyongō (十四号)                          | 1958–1970     |
| Haltepunkt / Haltestelle (Strecke außer Betrieb) | 11,0              | Jūrokugō (十六号)                         | 1958–1970     |
| Haltepunkt / Haltestelle (Strecke außer Betrieb) | 12,8              | Koshikawa (越川)                          | 1957–1970     |
| Brücke über Wasserlauf (Strecke außer Betrieb) |                   | Ikushina-gawa                             | Ikushina-gawa |
| |                   | unvollendete Strecke nach Nemuro-Shibetsu |               |

Die Konpoku-Linie (jap. 根北線, Konpoku-sen bzw. Kompoku-sen) war eine Eisenbahnstrecke im Osten der japanischen Insel Hokkaidō. Sie war ab 1938 erbaut worden, war aber nur von 1957 bis 1970 in Betrieb.

## Beschreibung
Die 12,8 km lange Konpoku-Linie war kapspurig, eingleisig und nicht elektrifiziert. Sie zweigte im Bahnhof Shiretoko-Shari von der Senmō-Hauptlinie ab. Anschließend führte sie in südwestlicher Richtung durch das Ikushina-Tal am Südrand der Shiretoko-Halbinsel.
Kurz nach der Endstation Koshikawa steht die zum Teil erhaltene und nie von einem Zug befahrene Betonbrücke über den Fluss Ikushina-gawa. Sie ist 147 m lang, 21,6 m hoch und überspannt das Tal mit einer Neigung von 25 ‰. Zwei Brückenpfeiler mussten 1973 entfernt werden, um Platz für den Ausbau der Nationalstraße 244 zu schaffen. Der Rest der zehnbogigen Brücke ist seit 1998 als „materielles Kulturgut“ geschützt.

## Geschichte
Seit der Taishō-Zeit bestand der Wunsch, im Hinterland der Küstenstadt Shari eine Eisenbahnstrecke zu bauen, um die Forstwirtschaft zu fördern, neue Siedlungsgebiete zu erschließen und landwirtschaftliche Produkte zu transportieren. Im Anhang des revidierten Eisenbahnbaugesetzes von 1922 war das Projekt 149 enthalten. Es sah eine Strecke von Shari über den Konpoku-Pass nach Nemuro-Shibetsu vor, wo sie auf die Shibetsu-Linie treffen würde. Aufgrund zunehmender Spannungen mit der Sowjetunion beschloss das Parlament im Jahr 1937 den Bau dieser Strecke, da sie als wichtige Maßnahme zur Landesverteidigung angesehen wurde.
1939, ein Jahr nach Baubeginn, waren der Abschnitt bis Koshikawa und die Brücke über den Ikushina-gawa fertiggestellt. Aufgrund der zunehmenden Intensität des Pazifikkriegs herrschte ein großer Mangel an Baumaterial und Fahrzeugen, sodass keine Züge verkehren konnten. Die Arbeiten wurden 1941 eingestellt und die bereits verlegten Gleise wieder entfernt, um sie an strategisch wichtigeren Orten zu verwenden. Ein Jahrzehnt nach Kriegsende beschloss das Verkehrsministerium, erneut Gleise zu verlegen. Schließlich eröffnete die Japanische Staatsbahn am 10. November 1957 den Abschnitt zwischen Shari und Koshikawa doch noch.
Zum Zeitpunkt der Eröffnung waren die Straßenverhältnisse entlang der Strecke schlecht, sodass man mit einem regen forstwirtschaftlichen Verkehr rechnete. Aufgrund des fortschreitenden Ausbaus der Nationalstraße 244 wurden die Erwartungen jedoch bei weitem nicht erfüllt und die Fertigstellung der Strecke war unter diesen Umständen unrealistisch. Bereits 1960 wurde der Güterverkehr eingestellt. Im Personenverkehr gab es seit 1959 starke Konkurrenz durch eine Buslinie der Gesellschaft Shari Bus, zuletzt verkehrten nur zwei Zugpaare täglich. Wegen mangelnder Rentabilität wurde die Konpoku-Linie am 1. Dezember 1970 stillgelegt.

## Liste der Bahnhöfe
| Name                       | km   | Anschlusslinien  | Lage   | Ort   |
| -------------------------- | ---- | ---------------- | ------ | ----- |
| Shiretoko-Shari (知床斜里) | 00,0 | Senmō-Hauptlinie | Koord. | Shari |
| Ikushina (以久科)          | 04,6 |                  | Koord. | Shari |
| Nishi-Nisen (西二線)       | 05,8 |                  | Koord. | Shari |
| Shimo-Koshikawa (下越川)   | 08,2 |                  | Koord. | Shari |
| Jūyongō (十四号)           | 09,5 |                  | Koord. | Shari |
| Jūrokugō (十六号)          | 11,0 |                  | Koord. | Shari |
| Koshikawa (越川)           | 12,8 |                  | Koord. | Shari |